# Kristie Moore
Kristie Moore (n. 22 aprilie 1979, Grande Prairie⁠(d), Alberta, Canada) este o jucătoare de curl ce a reprezentat Canada, medaliată olimpică. A participat la o ediție a Jocurilor Olimpice (2010) în care a câștigat o medalie de argint.

## Participări
Lista de mai jos prezintă principalele competiții la care a participat Kristie Moore de-a lungul carierei.
- curling at the 2010 Winter Olympics – women's tournament[*]